# Księstwo Trockie
Księstwo Trockie – wielkolitewskie księstwo ze stolicą w Trokach, powstałe w 1341 roku w wyniku podziału Wielkiego Księstwa Litewskiego przez Giedymina pomiędzy synów. Pierwszym władcą księstwa trockiego był Kiejstut Giedyminowicz.
Zimą pomiędzy 1344 a 1345 rokiem, Jawnuta, który otrzymał wcześniej tron Wielkiego Księstwa Litewskiego od  Giedymina, został z niego usunięty przez swoich braci – Kiejstuta i Olgierda. Sytuacja ta doprowadziła do ponownego podzielenia Wielkiego Księstwa Litewskiego, z którego części Kiejstut utworzył Wielkie Księstwo Trockie.
Księstwem trockim rządziło łącznie jedynie trzech władców, Kiejstut, Skirgiełło oraz Witold. W wyniku unii horodelskiej z 1413 roku zostało przemienione na województwo trockie.

## Historia

### Testament Giedymina
W grudniu 1341 roku Giedymin rozdzielił pomiędzy swoich synów Wielkie Księstwo Litewskie. Jawnuta został wyznaczony przez umierającego ojca, na nowego wielkiego księcia litewskiego i zajął tron w Wilnie. Kiejstut natomiast dostał Troki, Olgierd, będący już księciem witebskim, dostał Krewo. Narymunt zasiadł w Pińsku, a Koriat – jak świadczy Kronika Litewska – miał dostać Nowogródek, Wołkowysk i Mścibochów, rozciągające się do rzeki Słuczy, a więc całe późniejsze województwo nowogrodzkie, z wyjątkiem Słonimia na Rusi, który rzekomo miał dziedziczyć jego brat Monwid wraz z Kiernowem. Wreszcie Lubart dziedziczył Wołyń po swoim teściu, nieznanym księciu włodzimierskim.

### Wielkie Księstwo Trockie
Pojęcie stosunków dynastycznych w ówczesnym Wielkim Księstwie Litewskim opierało się przede wszystkim na dwoistości władzy Wielkoksiążęcej. Od czasu kiedy Jewnuta Giedyminowicz został obalony z tronu Wielkiego Księstwa Litewskiego, rządy ich kraju były podzielone pomiędzy Olgierda Giedyminowicza i Kiejstuta Giedyminowicza. 
Istniało wówczas dwóch Wielkich Książąt Litewskich: jeden z siedzibą w Trokach (Kiejstut), a drugi w Wilnie (Olgierd), każdy z nich posiadał własny zakres obowiązków, obaj byli również od siebie całkowicie niezawiśli. Wielki Książę Trocki zajmował się sprawami Litwy właściwej, a Wielki Książę Wileński sprawami Rusi. Obaj używali wówczas tytułu Wielkich Książąt Litewskich, natomiast Wielki Książę w Wilnie używał nadto tytułu dominus Russiae. Kiejstut zmarł w 1382 roku w wyniku wojny domowej w Wielkim Księstwie Litewskim.

### Księstwo trockie
Po śmierci Kiejstuta, Jagiełło, syn wspomnianego Olgierda, zniósł ówcześnie istniejący, dualistyczny system rządu Wielkiego Księstwa Litewskiego w tym samym roku. Odtąd istniał tylko jeden Wielki Książę, a Wielkie Księstwo Trockie przestało istnieć. Księstwa stanowiące dotychczas udziały W. Ks. Trockiego i stanowiące razem pewną całość, miały być odtąd stolicą zwykłego tylko księstwa, podległego Wilnu, zupełnie tak samo, jak np. księstwo pińskie czy księstwo połockie. Holszany i Wejszyszki nie podlegały już Trokom, ale wprost pod Wilno, w którym panował Jagiełło. Następni książęta troccy po Kiejstucie nie mieli posiadać już żadnych praw i byli bezpośrednio podporządkowani Wielkiemu Księciu Litewskiemu, Jagielle.
Troki otrzymał Skirgiełło bez zwierzchnictwa nad dawniejszymi trockimi księstwami udzielnymi. Jedynie księstwo trockie, nic więcej. Za życia Skirgiełło nigdy też nie użył tytułu Wielkiego Księcia, którego używał jego poprzednik – Kiejstut. Natomiast resztę spadku po Kiejstucie zagarnął pod swoje panowanie Jagiełło (księstwa na Wejszyszkach i Holszanach), a także część Podlasia, które po upadku Kiejstuta zagarnął dla siebie Janusz Mazowiecki. 
Witold Kiejstutowicz, brat stryjeczny Olgierda i syn Kiejstuta, wiedząc o swoim prawie do sukcesji, zażądał od Krzyżaków pomocy w odzyskaniu Wielkiego Księstwa Trockiego z prawami Wielkiego Księstwa Litewskiego. Po stoczonych kampaniach Kiejstuta na państwo Jagiełły i licznych zatargach, ostatecznie zdecydowano się zażegnać spór. Rokowania doprowadziły do kompromisowego porozumienia w 1392 roku, znanego jako ugoda w Ostrowie, na mocy której Witold otrzymał księstwo trockie i namiestnictwo nad Wielkim Księstwem Litewskim.
Jagiełło w 1401 roku oddał władzę w Wielkim Księstwie Litewskim Witoldowi.

### Województwo trockie
2 października 1413 roku na mocy unii horodelskiej z min. księstwa trockiego utworzono województwo trockie. Od tamtej pory województwem rządzili mianowani urzędnicy, a nie książęta. 

## Książęta troccy
| Portret | Imię                    | Okres panowania |
| ------- | ----------------------- | --------------- |
|         | Kiejstut Giedyminowicz  | 1337 – 1382     |
|         | Skirgiełło Olgierdowicz | 1382 – 1392     |
|         | Witold Kiejstutowicz    | 1392 – 1413     |